# Ashcharya Peiris
Nayana Ashcharya Peiris Jayakody coneguda com a Ashcharya Peiris, és una dissenyadora de moda amb discapacitat visual de Sri Lanka i oradora motivacional. És la primera dissenyadora de moda amb discapacitat visual del país i treballa per a la marca de dissenyadors Christina Glory. Va perdre la vista en una explosió suïcida el 2000. Va ser l'única dona de Sri Lanka inclosa a la llista de 100 dones inspiradores i influents del món per a la BBC per al 2019.

## Carrera
Després de completar els seus estudis primaris a la Devi Balika Vidyalaya, va cursar un diploma en llengua anglesa a la Universitat de Warwick. Després de graduar-se, va treballar com a banquera al HSBC Bank (Hong Kong & Shanghai Business Corporation).
La vida de Peiris va canviar dràsticament després de ser víctima d'una explosió suïcida reivindicada per la LTTE el març del 2000 a Rajagiriya, quan anava de casa cap al banc mentre conduïa el cotxe. Va perdre la vista en una explosió en què van morir gairebé 21 persones i 47 van resultar ferides. No obstant això, va aconseguir sobreviure de l'explosió.
A partir d'aquest fet va decidir canviar la seva carrera i va començar a treballar com a dissenyadora de moda fundant la marca Christina Glory el 2016, que ha aparegut a Ceylon Fashion Week. Va participar al concurs de dissenyadors de moda UP and Coming de Sri Lanka el 2014, on va ser una de les finalistes.
El 2017 va figurar entre les deu dones més notables de Sri Lanka segons un canal de televisió independent, coincidint amb el Dia Internacional de la Dona. Treballa com a voluntària per ajudar a l'exèrcit de Sri Lanka a través de la Fundació Arya. Ofereix conferències motivacionals i conferències a dones joves, nens i persones amb discapacitat.